# كارمي
بلدية كارمي (بالكاتالانية: Carme) هي إحدى بلديات مقاطعة برشلونة، والتي تقع في منطقة كاتالونيا، شرق إسبانيا.
يبلغ عدد سكانها 811 نسمة وفقاً لإحصائية سنة (2007).